# Ponte alla Carraia
Il ponte alla Carraia, detto in passato anche ponte Nuovo, ponte alla Carra o ponte Gobbo,  è uno dei ponti che attraversano il fiume Arno a Firenze tra il centro storico e il quartiere Oltrarno, in particolare collegando piazza Carlo Goldoni (dove convergono il lungarno Amerigo Vespucci e il lungarno Corsini) con piazza Nazario Sauro (tra lungarno Soderini e lungarno Guicciardini) e, tramite questa, via de' Serragli.

## Storia e descrizione

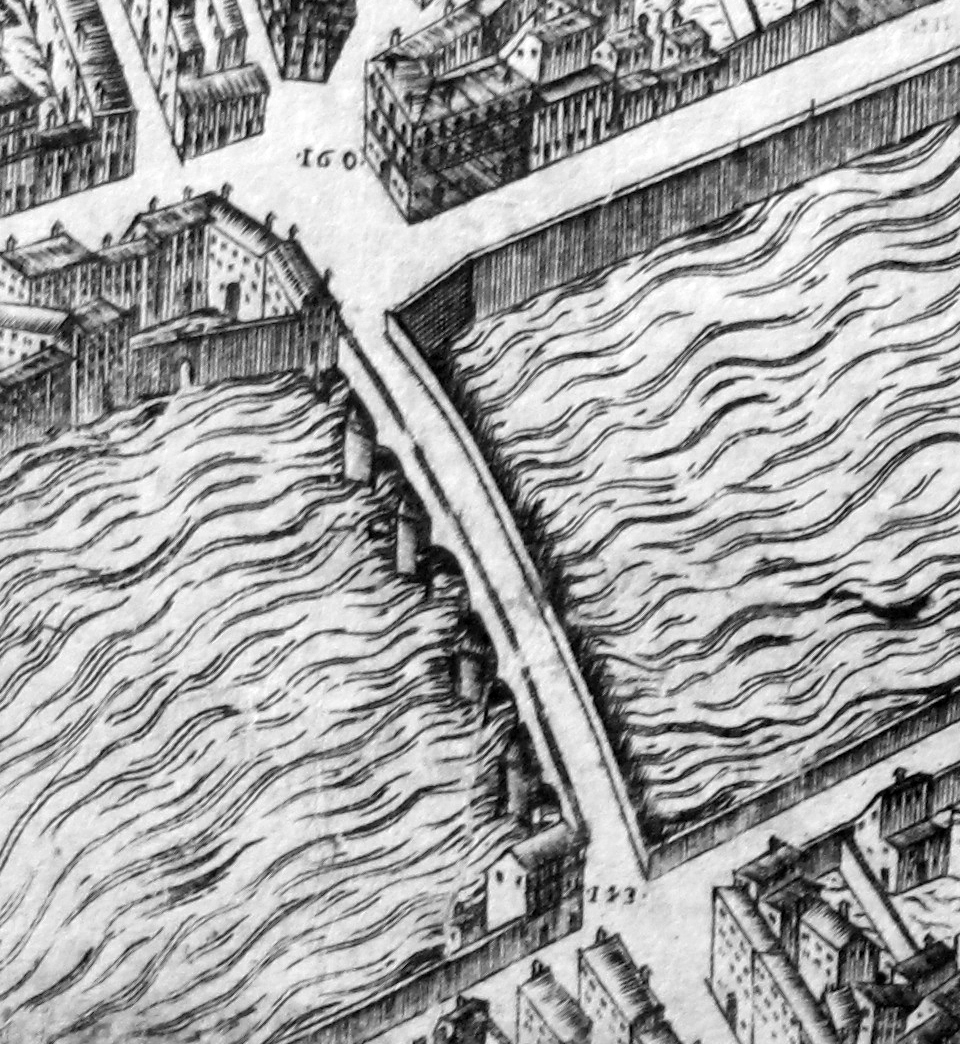
Il ponte nella pianta del Buonsignori (1584-1594)

### Prime versioni lignee
Alle origini era qui un ponte di legno costruito tra il 1218 e il 1220 (il secondo della città dopo il Ponte Vecchio e quindi inizialmente detto "Nuovo"), ricondotto sulla base della testimonianza di Giorgio Vasari a un progetto dell'architetto Lapo, cioè Jacopo Tedesco (compagno di Arnolfo di Cambio al quale invece assegna direttamente il lavoro Filippo Baldinucci), funzionale a dirottare in questa zona il traffico pesante, principalmente costituito da carichi di balle di lana, da cui la denominazione di ponte alle Carra e poi alla Carraia, in riferimento ai molti carriaggi in continuo transito. 
Rovinato nella piena del 1269 fu ricostruito sempre in legno su probabile progetto di fra' Sisto da Firenze e fra' Ristoro da Campi, si vuole a carico dei padri Umiliati d'Ognissanti che sicuramente avevano già contribuito significativamente alle spese della primitiva edificazione. 

### Costruzione in pietra

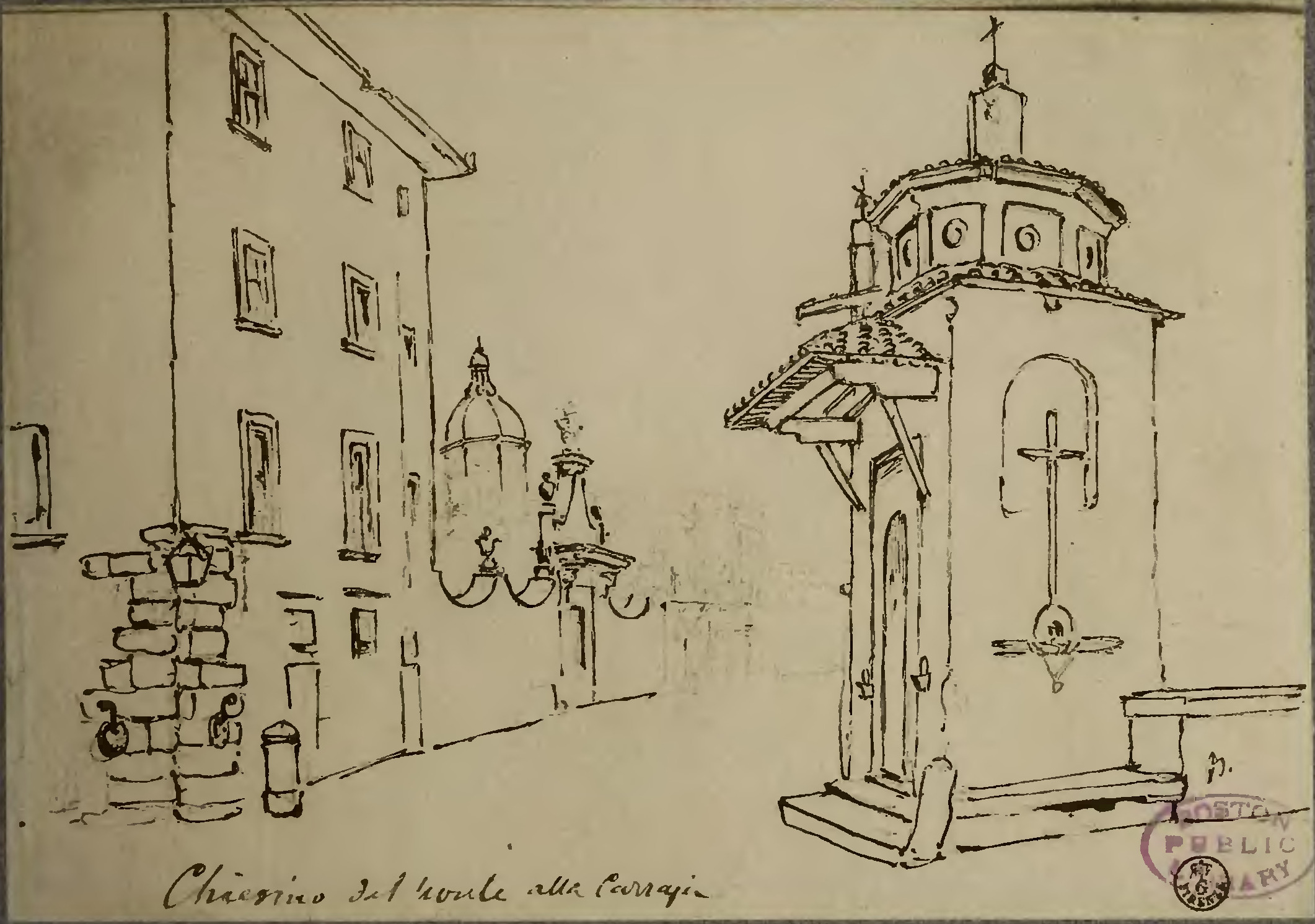
Veduta dello scomparso oratorio di Sant'Antonio presso il ponte alla Carraia, lato lungarno Corsini, verso il 1789

Nell'anno 1304 crollò per il peso di una grande folla accorsa per uno spettacolo sul fiume e fu riedificato in pietra. Ciò nonostante la grande alluvione del 1333 lo fece nuovamente rovinare, "salve solo le due pile del mezzo". Il nuovo ponte, si dice dovuto a fra' Giovanni da Campi (o a Giotto secondo la letteratura ottocentesca), resistette fino alla piena del 1557, quando andarono distrutte due arcate "dalla parte de' Ricasoli" , dove peraltro, fino al 1552, il ponte accoglieva sulla coscia un oratorio dedicato a Sant'Antonio Abate, che dopo tale data venne ricostruito sull'altro lato, all'altezza del lungarno Soderini. 
Due anni dopo, su commissione di Cosimo I e progetto di Bartolomeo Ammannati (che già stava lavorando al ponte Santa Trinita), si riedificarono gli archi rovinati sulla base dell'antico disegno, comunque senza apportare sostanziali cambiamenti, visto il carattere utilitaristico dell'opera, come detto destinata al flusso delle merci.

### Manomissioni ottocentesche

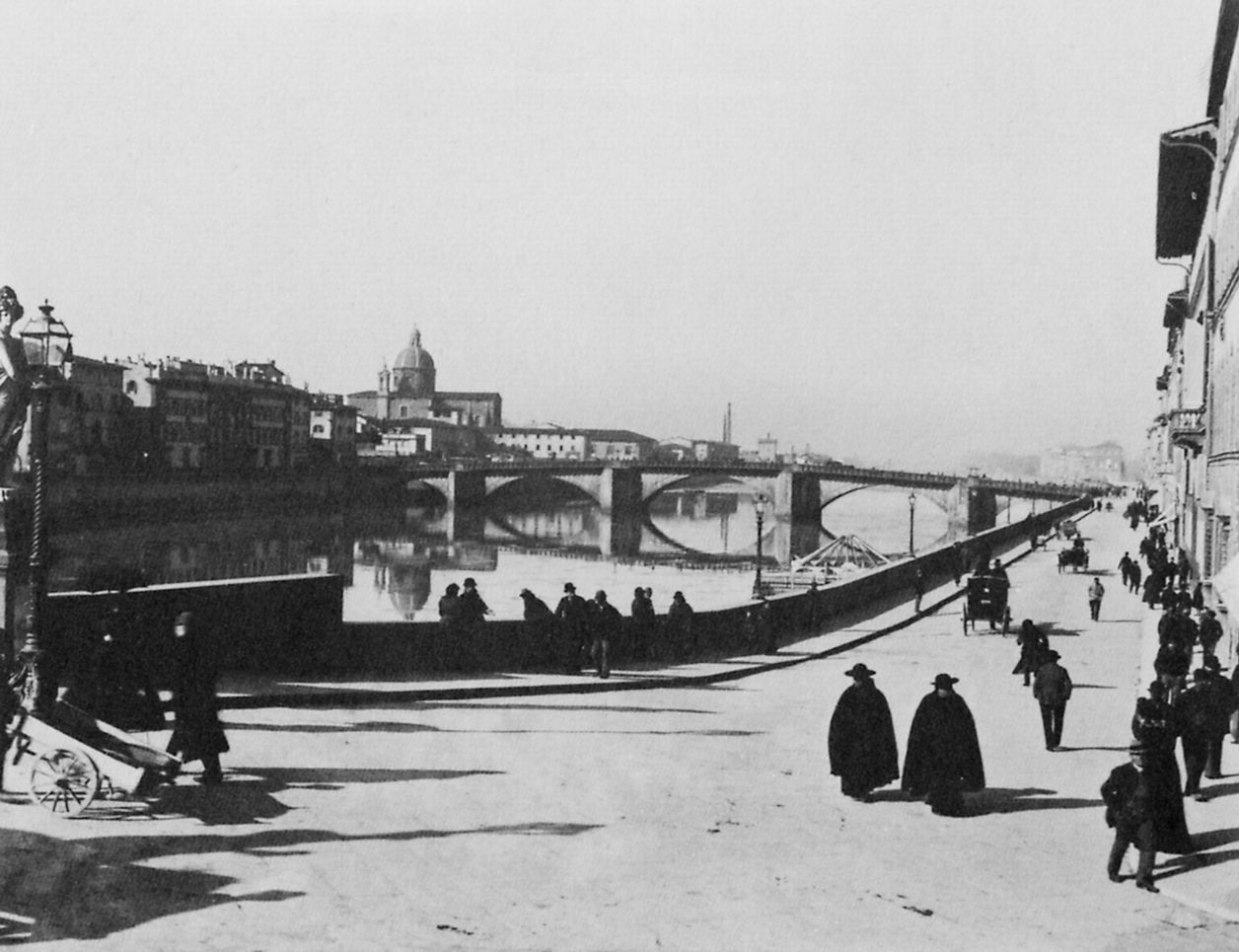
Il ponte nell'Ottocento con le spallette in ghisa che allargavano la carreggiata

A partire dal 1828, come annota Federico Fantozzi nel 1843, "i fuochi d'artifizio che da tempo immemorabile s'incendiavano sulla torre di Palazzo Vecchio la vigilia della festa di San Giovanni Battista, si eseguiscono su questo ponte sopra una macchina immaginata dall'architetto del Rosso". Nel 1867 fu allargato su progetto generale dell'architetto Luigi Del Sarto (con la consulenza di una azienda e di professionisti francesi) in modo da permettere un passaggio ancora più agevole per carri e carrozze, e questo tramite la costruzione di nuovi marciapiedi sporgenti dal ponte, sostenuti da mensole in ghisa e protetti da spallette nello stesso materiale. Un progetto per un ulteriore allargamento della carreggiata si data al 1920-1925, finalizzato a un più agevole passaggio delle linee tramviarie.

### Distruzione bellica e ricostruzione

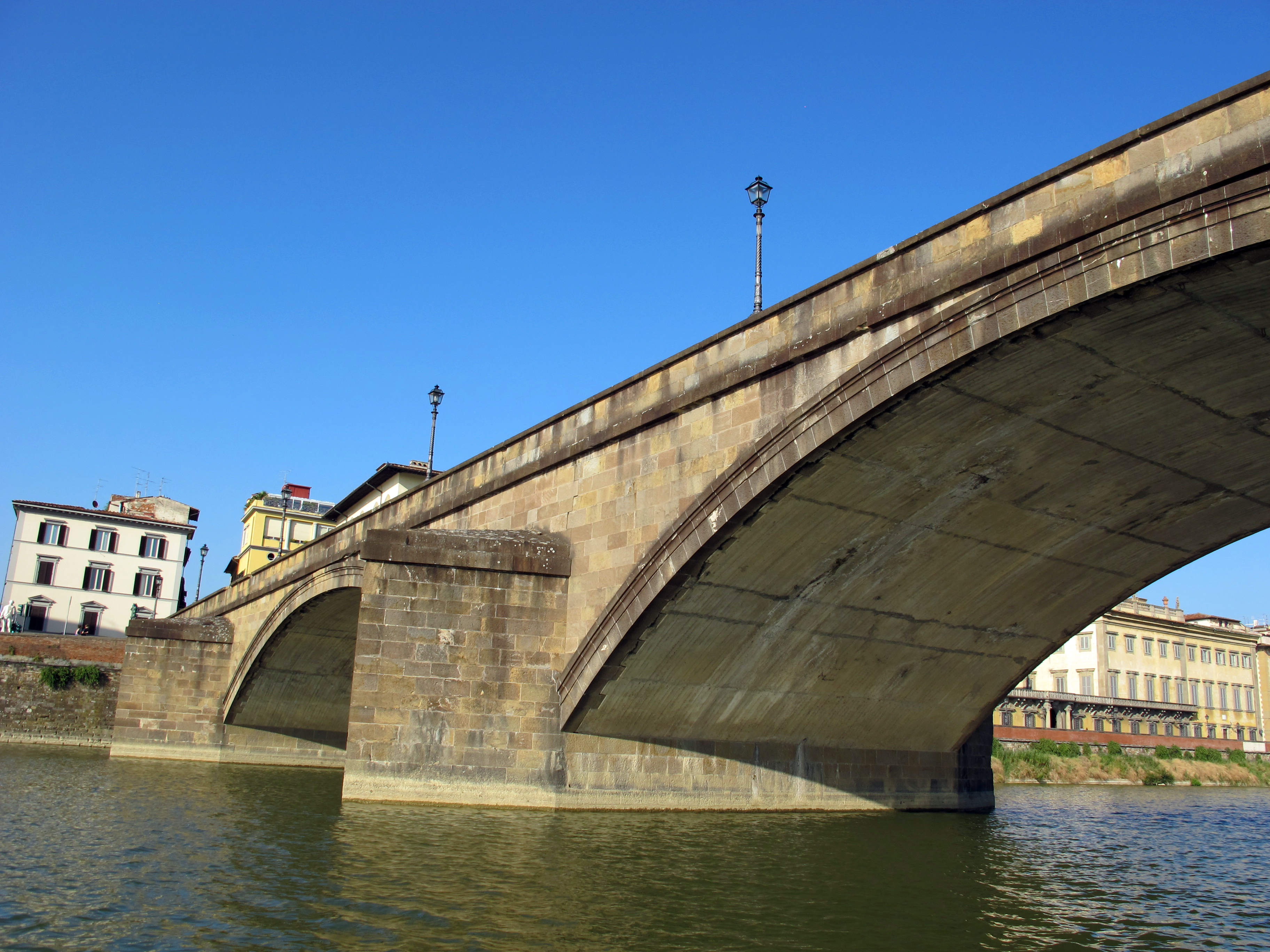
Spallette del ponte viste dal fiume. Si nota sotto l'arco la presenza di materiali moderni dovuti alla ricostruzione

Come gli altri ponti fiorentini, ad eccezione del Ponte Vecchio, fu minato e distrutto la notte del 3 agosto 1944 dalle truppe tedesche in ritirata. Il bando emanato per la sua ricostruzione vide la vittoria di un gruppo di giovani architetti formato da Giorgio Giuseppe Gori, Leonardo Ricci, Leonardo Savioli e dall'ingegnere Giorgio Neumann. Tuttavia, dato che il cantiere interveniva su un danno di guerra e quindi prevedeva l'intervento statale, il concorso comunale fu annullato e fu approntato un nuovo concorso a livello nazionale. Questo fu vinto dalla ditta Bertolé di Torino col progetto dell'architetto veronese Ettore Fagiuoli, parallelamente impegnato nella ricostruzione del ponte della Vittoria a Verona (1951), ugualmente distrutto durante la guerra dalle truppe tedesche. 
Iniziati i lavori nel 1948 il ponte fu inaugurato nel 1951, tra le critiche dei fiorentini che, in riferimento alla sua curvatura, lo battezzarono 'ponte Gobbo'. In realtà la struttura non si discosta di molto dalla forma primitiva, a cinque arcate con luci decrescenti verso le testate e con pigne che segnano l'altezza del precedente ponte. I lampioni che sono disposti lungo le spallette riportano i dati della fonderia Pignone e la data 1952.

## Bibliografia

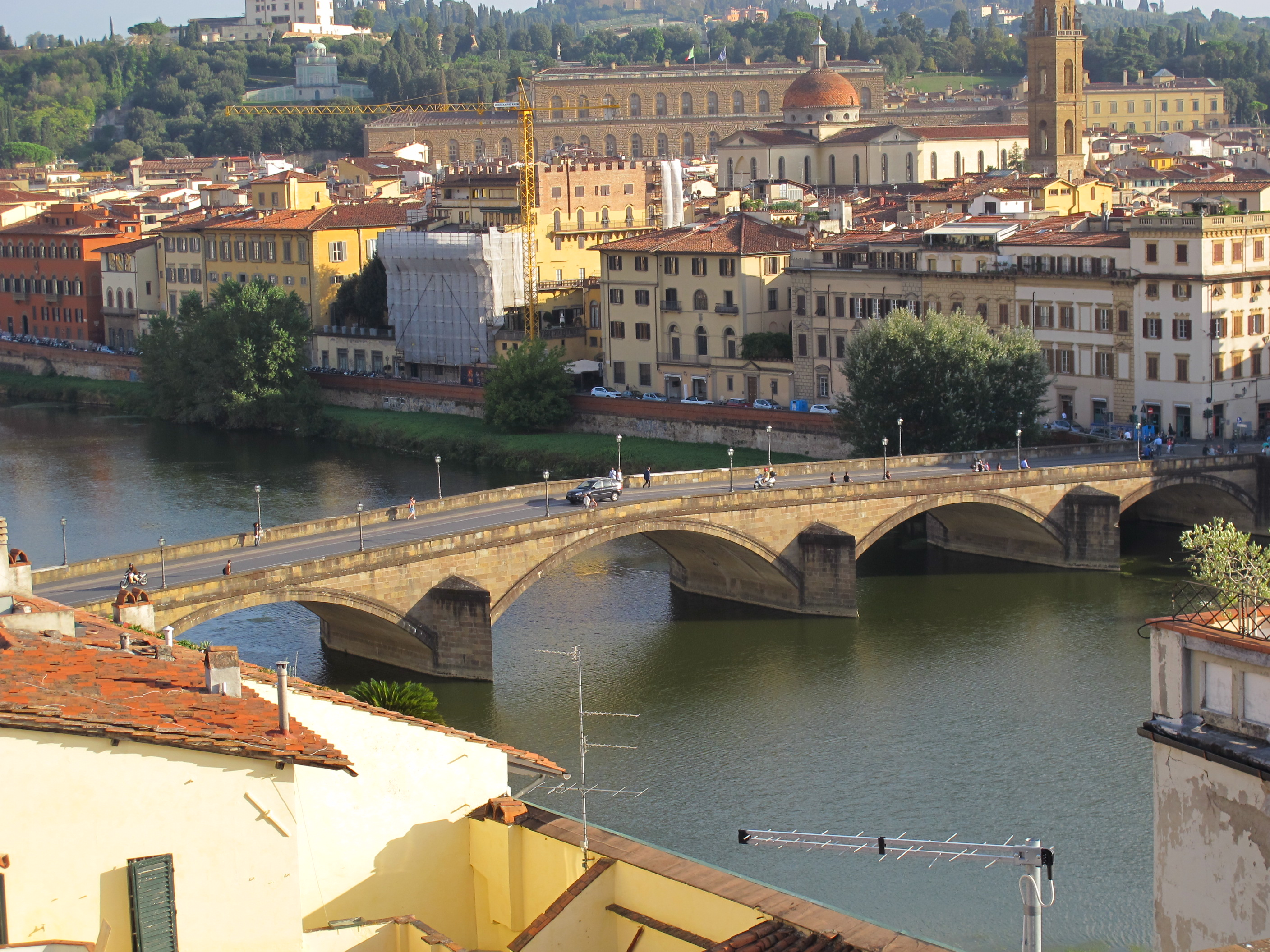
Veduta dall'alto